# Akaoa
Inscrits : 420 (2006)
Akaoa est l'une des trois circonscriptions électorales du district d'Arorangi sur l'île de Rarotonga (îles Cook). Elle est constituée de 2 tapere :
- Akaoa
- Vaiakura

La circonscription fut créée en 1991 (Amendement constitutionnel n°14), ces deux tapere faisant jusqu'alors partie de la circonscription de Murienua.

## Élections de 2004
Élu pour la première fois, Teariki William Heather (CIP) réussit lors de ce scrutin à dominer le candidat sortant Teremoana Tapi Taio de plus de 8 points 
| Teariki William Heather (CIP) | 54,3 % |
| Teremoana Tapi Taio (DP)      | 45,7 % |

## Élections de 2006
Au soir du scrutin du 26 septembre, les deux candidats qui s'affrontaient pour la seconde fois, se retrouvèrent avec 179 voix chacun. Des élections partielles furent organisées en novembre, donnant cette fois-ci la victoire au candidat sortant Teariki William Heather (CIP)
Élections du 26 septembre
| Teariki William Heather (CIP) | 50 % |
| Keu Maraora (DP)              | 50 % |

Élections partielles du 29 novembre
| Teariki William Heather (CIP) | 54 % |
| Keu Maraora (DP)              | 46 % |